# Çò des de Pishon
Çò des de Pishon és un edifici del municipi d'Arres inclòs en l'Inventari del Patrimoni Arquitectònic de Catalunya.

## Descripció
És una construcció de secció rectangular disposada en sentit transversal al desnivell del vessant de manera que la "borda" queda a la part superior i la façana principal, orientada a migdia, en el "penalèr" inferior. Les obertures (3-3 a la façana) defineixen una estructura de dues plantes i "humarau" amb una única "lucana" en el frontis. L'oberta d'encavallades de fusta suporta un llosat de pissarra amb les arestes reforçades per planxes de zinc, és de dos vessants, amb un "tresaigües" a la banda de l'habitatge, i un "quiboish" a la banda de la borda, solució que permet encabir les portes de l'estable i del "palhèr" en nivells diferents.
Dues "humenèges" emergeixen a cada extrem de la pala de ponent. A part els marcs de fusta treballats, i malgrat que la pintura s'ha deteriorat pel pas del temps, destaca aquesta façana pels motius pictòrics que incorpora l'arrebossat emblanquinat, entre les finestres i damunt la porta, sota un ràfec de color groc. Els dos plafons superiors contenen sengles sols, en groc i gris i el plafó inferior, en vermell presenta un cercle resolt amb colors vius.